# Intruder Volusia
Suzuki Volusia (nazwa pochodzi od powiatu Volusia na Florydzie) to motocykl typu cruiser firmy Suzuki, wprowadzony na rynek w roku 2001. Wyposażony jest w widlasty dwucylindrowy silnik o pojemności 805 cc. Stylistyka modelu Intruder Volusia jest wzorowana na klasycznych cruiserach z lat pięćdziesiątych XX w, pojazd ma pełne błotniki i wiele elementów chromowanych. W latach 2001–2004 motocykle te wyposażone były w gaźnik, od 2005 roku (produkowane pod nazwą C50 Boulevard) mają wtrysk paliwa.